# Bar-wah
Bhawal o Bar-wah o Warbah fou un estat tributari protegit del grup dels estats Khasis a Meghalaya. Estava governat per un siem, el nomenament del qual corresponia als caps dels vuit clans principals, havent de ser la decisió per unanimitat; si no s'arribava a una decisió la darrera paraula la tenia el poble. El 1881 tenia una població de 555 habitants i uns ingressos de 182 lliures. El seim el 1883 era Baman Singh.